# 布朗勒 (沃州)
布朗勒（法語：Brenles）是瑞士联邦西部法语区的沃州下设的一个镇。在行政上属于布罗瓦-维利区管辖。布朗勒的总面积为3.83平方公里。截至2007年，总人口为173。

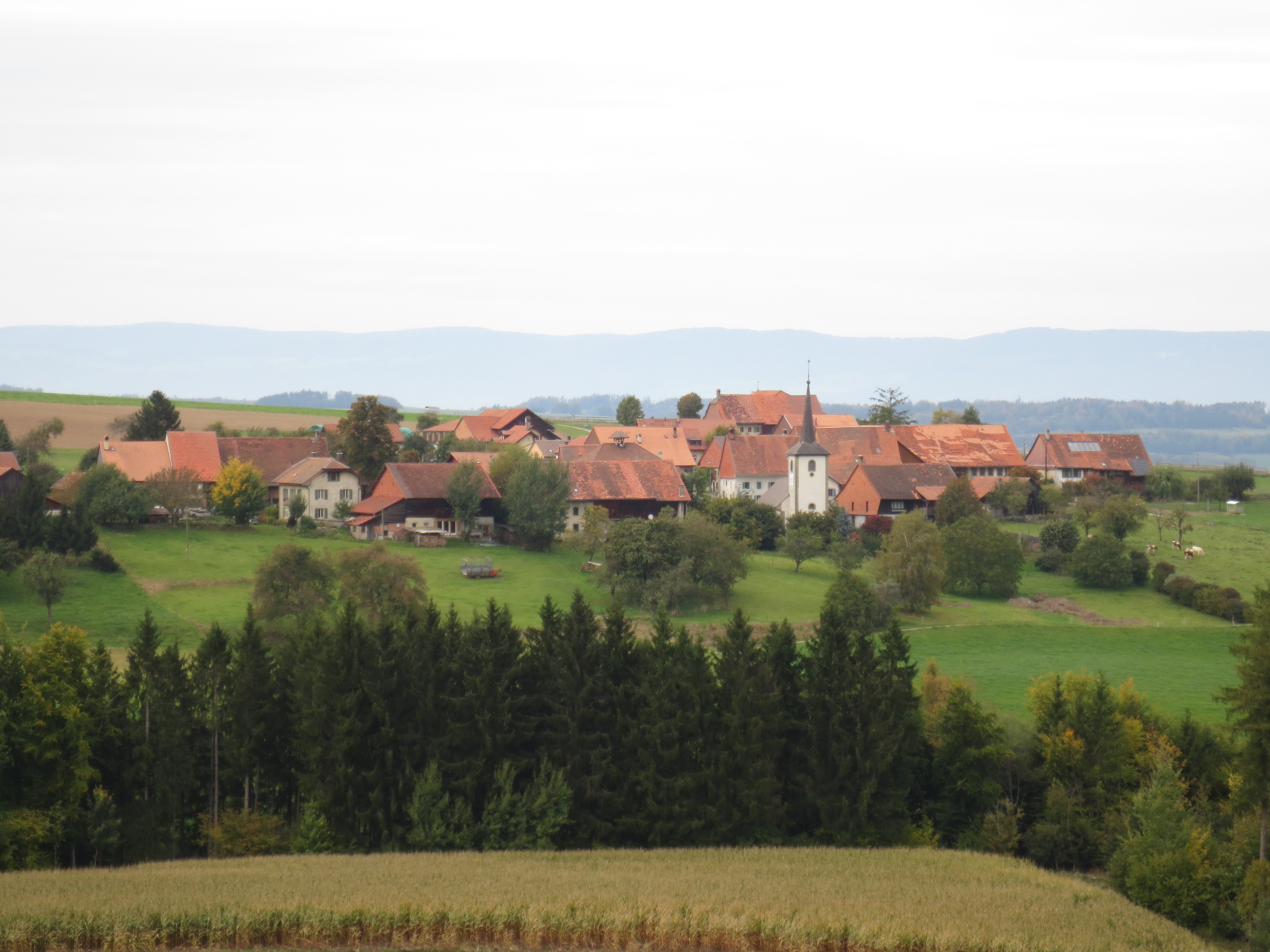